# Хейнесен, Вильям
Вильям Хейнесен (фар. William Heinesen; 15 января 1900 — 12 марта 1991) — один из наиболее известных писателей Фарерских островов. Писал в основном на датском языке. Также известен как композитор и художник.

## Жизнь и творчество
Хейнесен родился в 1900 году в фарерском городе Торсхавн. Его отец был фарерцем, а мать — датчанкой. В возрасте 21 года он выпустил свой первый сборник стихов, а в 1934 году вышел его первый роман — Blæsende gry. Некоторые из его произведений были переведены на русский язык, в том числе романы «Чёрный котёл» (дат. Den sorte gryde), «Пропащие музыканты» (дат. De fortabte spillemænd) и «Башня на краю света» (дат. Tårnet ved verdens ende). В 1965 году Хейнесен был удостоен литературной премии Северного Совета.
В 1968 году В. Хейнесен приезжал в Москву на международный симпозиум, посвященный влиянию творчества М. Горького на мировую литературу.
Свои произведения он писал в Торсхавне, который называл «пупом земли». Хейнесен всегда интересовался непознанным и неизведанным, но в то же время называл себя религиозным человеком в самом широком смысле этого слова. Его жизнь может быть охарактеризована как борьба с пораженчеством. Скончался он в 1991 году в возрасте 91 года.

## Издания на русском языке
- Хейнесен В. Волшебный свет. — М.: Издательство иностранной литературы, 1961. — 110 с.
- Хайнесен В. Чёрный котел. Пропащие музыканты. — М.: Прогресс, 1974. — 526 с. — Серия «Мастера современной прозы».
- Хайнесен В. Башня на краю света. В кн.: Современная датская повесть. Сборник. Пер. с дат.; Сост. и предисл. И. Куприянова. — М.: Радуга 1983.
- Из современной датской поэзии: Сборник. Пер. с дат.; Сост. Б. Ерхова; Предисл. В. Топорова. — М.: Радуга, 1983. — С. 135-170.
- Хайнесен В. [Стихотворения] // Классики фарерской поэзии / Пер. О.А. Маркеловой. — М.: У Никитских ворот, 2017. — С. 92–168.